# Мета Рыцарь
Мета Рыцарь (яп. メタナイト  Мэтанайто, англ. Meta Knight) — персонаж серии игр Kirby, созданный сотрудником HAL Laboratory Масахиро Сакураи. Он впервые появился в игре Kirby's Adventure, до появления игры Kirby's Avalanche его имя было неизвестно. Мета Рыцарь присутствует в некоторых комиксах манга про Кирби, аниме, и серии игр Super Smash Bros.
Мета Рыцарь — таинственный, но благородный воин; из-за такого характера он может играть роль как друга, так и врага Кирби. Это заставило видеоигровых критиков обсуждать его характер и мотивы. Он получил в основном положительные оценки критиков с момента его появления; его развитие в серии, от безымянного врага до одного из главных союзников и соперников Кирби отмечалось в положительном ключе. Мета Рыцарь был описан критиками как «крутой» персонаж. Он остается одним из самых противоречивых персонажей в игре Super Smash Bros. Brawl и был запрещен к участию в нескольких турнирах из-за его подавляющего превосходства в соревновательной игре.

## Характеристики
Мета Рыцарь — таинственный, но почитаемый мечник, следующий кодексу рыцаря, в частности он сражается с Кирби лишь предварительно бросив ему меч. Мета Рыцарь обладает священным золотым мечом по имени Галаксия (ギャラクシア Гяракусиа, Galaxia). На Мета Рыцаре всегда надета серебряная маска, но если она раскалывается, то под ней обнаруживается персонаж, похожий на Кирби (Этот факт даже привел к тому, что люди размышляли, принадлежат ли Кирби и Мета Рыцарь к одной и той же расе, является ли Мета Рыцарь — персонажем-Кирби с другой временной шкалы или старшим братом Кирби), только синего цвета(В дебютной игре Мета Рыцарь имел чёрное тело и был одет в красный плащ) и с белыми глазами, которые имеют жёлтый цвет во время ношения маски (в игре Kirby: Planet Robobot Мета Рыцарь имеет жёлтые глаза и при отсутствии маски). Он также облачён в синюю мантию, называемую Пространственной Мантией (ディメンションマント Дэぃмэнсёммантоo, Dimensional Cape),которая может превратится в пару крыльев, с помощью которых он может летать.. Тем не менее, эти крылья кажутся частью его тела в играх Kirby's Return to Dream Land и Kirby: Planet Robobot Являясь врагом Кирби, Мета Рыцарь с самого первого появления является его соперником и позиционируется как антигерой. Тем не менее, у него есть доброжелательные намерения поэтому он способен или помогать Кирби, или сражаться наравне с ним когда это необходимо для его выживания или ради спасения мира. Эта позиция вызвала бурное обсуждение в среде критиков и фанатов, за что он получил определение «друг-враг».

## Появления

### Основная серия
Мета Рыцарь впервые появляется в игре Kirby's Adventure в качестве союзника Короля Дидиди и босса локации Апельсиновый Океан, где он сражается с Кирби, чтобы помешать ему взять фрагмент Звёздного Жезла и не дать высвободиться Кошмару. Он является главным антагонистом мини игры Реванш Мета Рыцаря в игре Kirby Super Star где он пытается положить конец лени жителей, используя свой боевой корабль под названием Броненосец Алебарда (戦艦ハルバード Сэнкан Харубадо, Battleship Halberd). Мета Рыцарь — играбельный персонаж в мини игре Кошмар Мета Рыцаря игры Kirby: Nightmare in Dream Land. В игре Kirby & the Amazing Mirror Тёмный Мета Рыцарь — злой двойник Мета Рыцаря из Зеркального Мира — разбивает Кирби на четыре, по-разному окрашенные копии самого себя, побеждает Мета Рыцаря, запечатывает его в зеркало и разбивая его, раскидывает осколки по всему миру. После того, как Кирби побеждает Темного Мета Рыцаря, настоящий Мета Рыцарь помогает Кирби победить Темный Разум.
В игре Kirby: Squeak Squad, Мета Рыцарь появляется как босс, который пытается не дать Кирби получить доступ к сундуку с Тёмной Туманностью. В Kirby Super Star Ultra он выступает в качестве играбельного персонажа в режиме Кошмар Мета Рыцаря Ультра. Мета Рыцарь также появляется в игре Kirby's Return to Dream Land как один из четырех играбельных персонажей, наряду с Кирби, Королем Дидиди и Уоддл Ди, а также в качестве играбельного персонажа в многопользовательском режиме. Отсутствовав в игре Kirby: Triple Deluxe (Хотя сам Мета Рыцарь отсутствует в игре как персонаж, его коллекционная маска доступна в игре Барабанный Порыв Дидиди Делюкс, усовершенствованной версии мини-игры Kirby: Triple Deluxe). Мета Рыцарь возвращается в игре Kirby: Planet Robobot в которой принимает активное участие. В дополнение к участию в сюжете, он является игровым персонажем мини игры Возвращение Кошмара Мета Рыцаря. Мета Рыцарь фигурирует в качестве босса и играбельного персонажа в Kirby Star Allies, босса в Kirby Fighters 2 и второстепенного босса в Kirby and the Forgotten Land.
Мета Рыцарь также появляется в некоторых спин-офф играх серии. У него короткие роли в играх Kirby's Pinball Land и Kirby's Avalanche, в которой рыцарь впервые получил своё имя и где он является предпоследним соперником. Он является разблокируемым персонажем в играх Kirby Air Ride и Kirby: Canvas Curse. Мета Рыцарь — босс игры Kirby's Epic Yarn и босс двух мини-игр в игре Kirby Mass Attack. Хотя он и отсутствует в игре Kirby and the Rainbow Curse как полноценный персонаж, Мета Рыцарь представлен в виде коллекционной фигурки. Мета Рыцарь в качестве фигурки amiibo увеличивает силу атаки Кирби.

### Другие появления
Мета Рыцарь появлялся в комиксах манга с участием Кирби, включая выходившую в 1994—2006 годах мангу под названием Hoshi no Kirby: Dedede de Pupupu na Monogatari, написанную Хирокадзу Хикавой и опубликованную компанией Shogakukan в журнале CoroCoro Comic. Он также появлялся в манге Hoshi no Kirby: Kirby to Dedede no Pupupu Nikki издательства Enterbrain, опубликованной в издании Famitsu DS+Wii (Оригинальное название: Famitsu DS+Cube+Advance), а также в манге Hoshi no Kirby: Moretsu Pupupuawā! за авторством Асами Танигути, опубликованной в журнале CoroCoro Comic, где он является главным героем. Также Мета Рыцарь является героем манги Hoshi no Kirby: Pack to Daibaku Show. за авторством Юки Каваками, опубликованную компанией Shogakukan в 2012 году. В аниме Kirby: Right Back at Ya! Мета Рыцарь — один из ключевых героев. Он представлен как последний выживший участник «Галактической Солдатской Армии» (англ. Galaxy Soldier Army), состоящей из «Звездных Воинов» (англ. Star Warriors).
Мета Рыцарь также фигурирует в трёх частях серии Super Smash Bros.. В Super Smash Bros. Melee он появляется в качестве трофея, в Super Smash Bros. Brawl он — играбельный персонаж Тем не менее, Мета Рыцарь был удален из профессиональных соревнований по играм в Соединенных Штатах и Канаде из-за того, что считался слишком сильным. Meta Knight — играбельный персонаж в Super Smash Bros. для Nintendo 3DS и Wii U, где подвергся некоторым изменениям, в частности, Мета Рыцарь потерял способность плавать, а его высокая скорость атаки была снижена. Также фигурирует в игре Super Smash Bros. Ultimate 

## Отзывы критиков
Сайт IGN назвал Мета Рыцаря «одним из самых загадочных персонажей» в серии, назвав его одним из десяти любимых персонажей-мечников в видеоиграх и добавив, что, хотя он был когда-то «просто злодеем» в серии, «его дьявольски крутой внешний вид отличал его от остальных». GamesRadar поставил Мета Рыцаря на 12-е место в своем списке «Самые Неправильно Понятые Противники Видеоигр», отметив, что он был бы «стандартным хорошим героем» […], за исключением того, что Мета-рыцарь всегда плохой герой"; о битвах Мета Рыцаря и Кирби сказано следующее: «Это как если бы Бэтмен сражался с противником, страдающим жутким ожирением, а вам в роли этого противника нужно от него скрываться». Мета Рыцарь отмечен в списке «Топ-7 самых незаурядных плохишей в играх», рецензент отмечает: «Благодаря своему задумчивому, серьезному настрою и его подобранной со вкусом накидке, Мета Рыцарь создал прекрасную иллюзию чего-то невероятно угрожающего, несмотря на то, что он был сферическим источником наслаждения». Он является 18-м лучшим персонажем Nintendo всех времен, по версии GameDaily, который также поместил его на 3-е место в списке персонажей Nintendo, которые заслуживают собственной игры. Рецензент журнала Complex отметил, что он развился от «безымянного злодея» в Kirby's Adventure в «соперника Кирби» и заявлял, по популярности Мета Рыцарь превзошёл Короля Дидиди. Мета Рыцарь занял 2-е место в списке «25 Персонажей Видеоигр, которые заслуживают спин-оффа». Аналогичным образом, он был поставлен на 6-е место в списке WhatCulture «10 персонажей видеоигр, которые заслуживают собственной спин-офф игры».
Его включение в игру Super Smash Bros. Brawl также получило высокую оценку критиков; он был включен в число пяти лучших персонажей игры по версии рецензентов IGN Bozon (2-е место), Peer (4-е место) и Ричарда Джорджа (1-е место), причем все трое отметили его скорость атаки. Рецензент Bozon заявил, что он «лучший одиночный боец». [51] Джесси Шедин с того же сайта отметил, что «Мета Рыцарь — настоящий источник силы в серии», UGO Networks отмечает про Мета Рыцаря следующее: «[он], самый опасный, обладающий мечами, разумный воздушный шар, с которым вы когда-либо встретитесь». Кроме того, рецензент WhatCulture оценил его как шестого величайшего персонажа в beat'em up играх, сказав: «Он блестящий персонаж, умный, даже если он может быть совершенно несправедливым и является настоящей находкой». Однако баланс между персонажами Super Smash Bros. Brawl был нарушен с его включением в список, ибо «Мета Рыцарь стоял по силе выше остальных».